# Apostolepis tenuis
Apostolepis tenuis — вид змій родини полозових (Colubridae). Ендемік Болівії.

## Поширення і екологія
Apostolepis tenuis мешкають в Болівійській Амазонії, в департаментах Бені і Санта-Крус. Вони жимвуть у вологих рівнинних тропічних лісах. Ведуть риючий, нічний спосіб життя.